# موتوکی کاواساکی
موتوکی کاواساکی (انگلیسی: Motoki Kawasaki؛ زادهٔ ۲ فوریهٔ ۱۹۷۹) بازیکن فوتبال اهل ژاپن است.
از باشگاه‌هایی که در آن بازی کرده‌است می‌توان به باشگاه فوتبال گامبا اوساکا و باشگاه فوتبال ساگان توسو اشاره کرد.